# Alison Sweeney

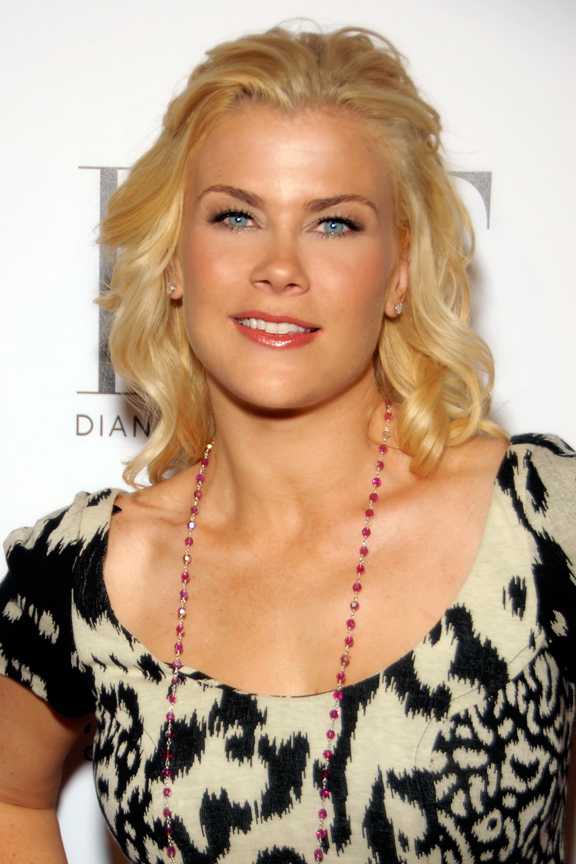
Alison Sweeney (2009)

Alison Sweeney (Los Angeles (Californië), 19 september 1976) is een Amerikaanse soapactrice.
Ze is het bekendst van haar rol van Samantha Sami Brady in de Amerikaanse soapserie Days of our Lives, een rol die ze sinds 22 januari 1993 speelt.
Verder had ze een gastrol als Jessica Ashley in Friends in 2001 en speelde ze de rol van Stephanie in de film The End of Innocence (1990). Sweeney is gehuwd en heeft twee kinderen, een zoon en een dochter.